# Piconadora

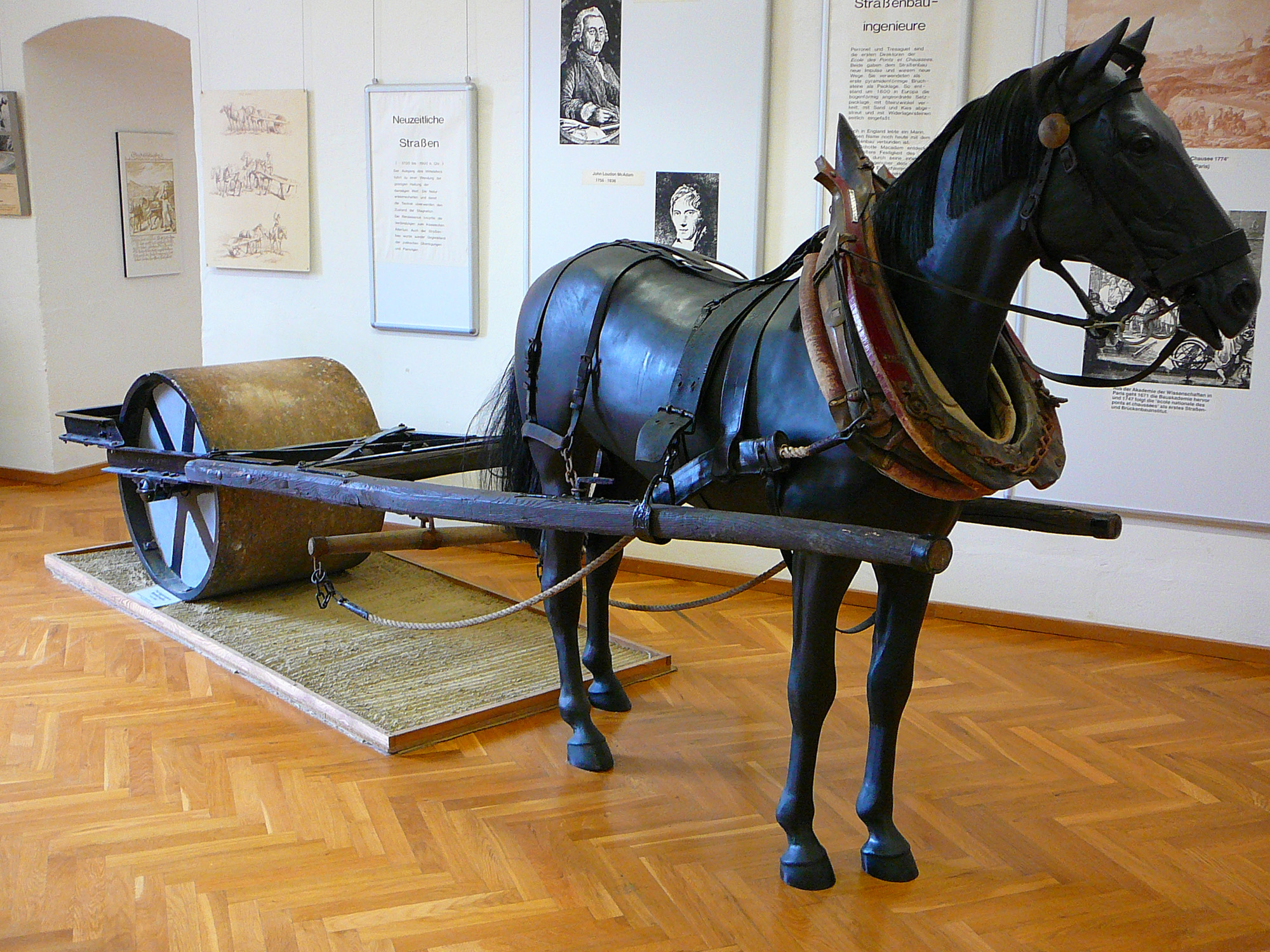
Corró per a piconar arrossegat per un cavall. Voltant de l'any 1800.

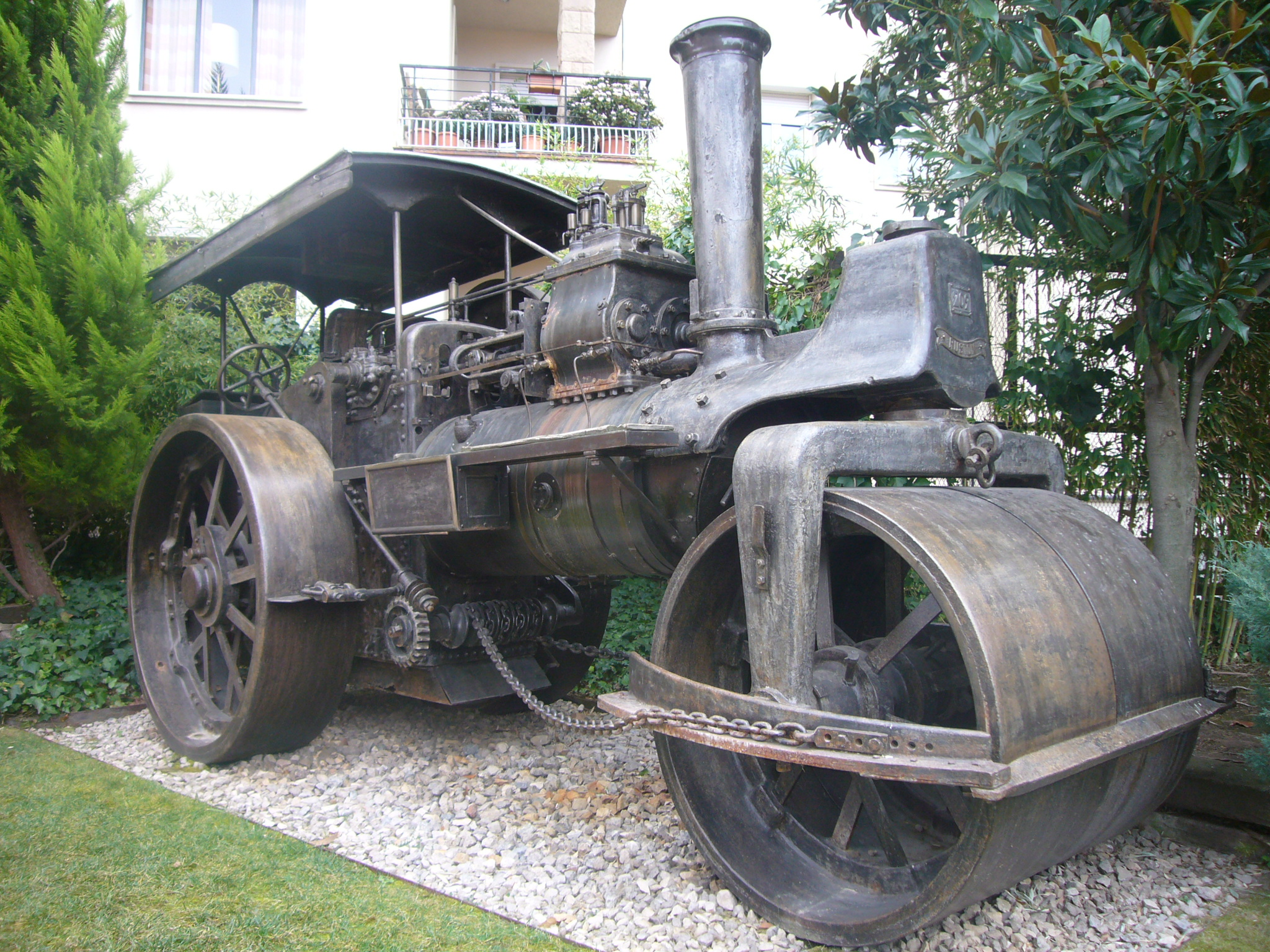
Piconadora de vapor de la marca Ruston, construïda el 1920 i actualment exposada al mNACTEC, a Terrassa.

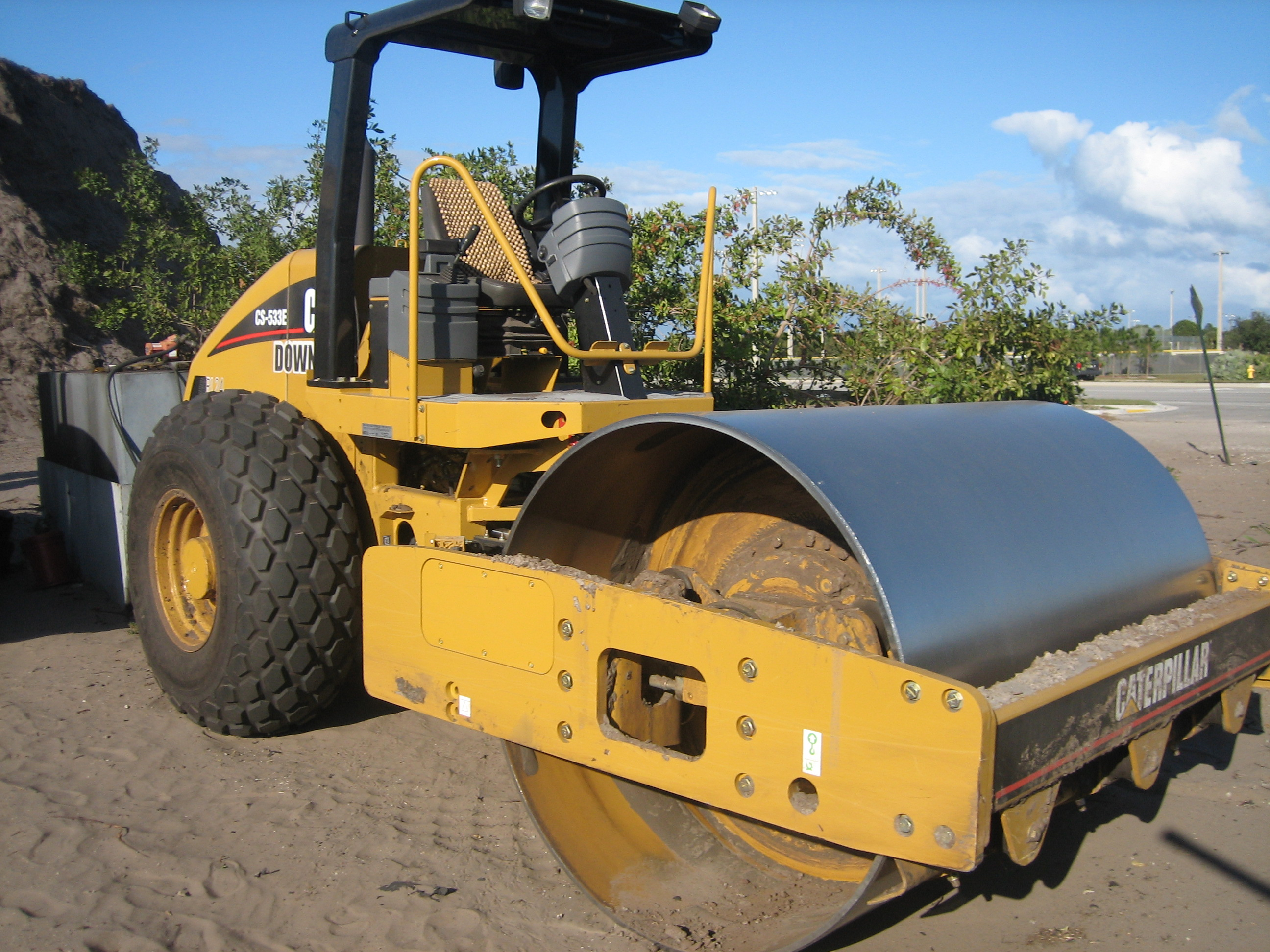
Piconadora dièsel amb sistema vibratori per a ús en carreteres.

Una màquina piconadora o piconadora), compactadora, aplanadora/esplanadora, afermadora, afetgegadora o corró és una màquina auto-propulsada (vehicle) que serveix per a pitjar i fer ferma una capa de terra, grava o material semblant.
Les afetgegadores són indispensables en la construcció de carreteres. En la fase inicial d'afermar el sòl i en la fase d'acabament per a compactar i allisar la mescla de grava i quitrà que forma la superfície final de rodament per als vehicles automòbils. També s'utilitzen per a aplanar i compactar superfícies de tota mena, en la construcció d'edificis o complexos esportius."
Abans de les compactadores autopropulsades algunes tasques d'aplanament i compactació es feien amb corrons de tracció animal. Un exemple típic de l'ús de corrons era en la construcció i manteniment d'eres per a batre els cereals segats. Amb l'arribada de les màquines de vapor aparegueren les primeres piconadores de vapor que encara eren freqüents als anys 50 del segle passat.
Les afermadores actuals van propulsades per motors dièsel. Algunes actuen per simple gravetat, per acció del mateix pes. Altres disposen d'un sistema vibrador que permet incrementar la pressió de treball sobre el terreny sense haver d'augmentar el pes de la màquina.